# Universiteit van Mansoera
De Universiteit van Mansoera (Engels: Mansoura University, Arabisch: جامعة المنصورة) is een van de grootste universiteiten van Egypte en bevindt zich in de stad El Mansoera, in het midden van de Nijldelta. Volgens de ranking van Webometrics is de universiteit de derde van Egypte, achtste van de Arabische wereld, 15e van Afrika en 1699e van de wereld.

## Geschiedenis
In 1962 werd de Faculteit Geneeskunde opgericht in El Mansoera, als onderdeel van de Universiteit van Caïro. Bij presidentieel besluit werd dit in 1972 een onafhankelijke universiteit: de East Delta University. Een jaar later, in 1973, werd de naam veranderd in Universiteit van Mansoera. 
In 1976 opende de universiteit in de kustplaats Damietta, op zo'n 80 kilometer afstand van El Mansoera, de Faculteit Educatie. Deze campus werd in de jaren daarna steeds verder uitgebreid, totdat deze zich in juli 2012 afsplitste als onafhankelijke universiteit.

## Faculteiten
De universiteit heeft de volgende faculteiten:
| - Faculteit Geneeskunde - Faculteit Educatie - Faculteit Natuurwetenschappen - Faculteit Farmacie - Faculteit Tandheelkunde - Faculteit Handel |  | - Faculteit Rechtsgeleerdheid - Faculteit Techniek - Faculteit Landbouwwetenschappen - Faculteit Verpleegkunde - Faculteit Diergeneeskunde - Faculteit Lichamelijke Opvoeding |  | - Faculteit Informatica - Faculteit Toerisme - Faculteit Kinderopvang - Faculteit Kunst en Cultuur - Faculteit Speciale Educatie - Faculteit Toerisme en Hotels |

## Campussen
De meeste faculteiten bevinden zich op de hoofdcampus in El Mansoera. De Faculteiten Kinderopvang, Kunst en Cultuur, Speciale Educatie en Toerisme en Hotels liggen echter buiten de campus. Op de hoofdcampus bevinden zich ook het Olympisch Dorp en studentenvoorzieningen zoals slaapzalen, eetzalen en een studentenziekenhuis.
Voor juli 2012 was de Universiteit van Damietta ook onderdeel van de Universiteit van Mansoera. Deze campus huisvestte de Faculteiten Natuurwetenschappen, Educatie, Speciale Educatie, Kunst en Cultuur, Toegepaste Kunsten, Landbouwwetenschappen, Handel en Lichamelijke Opvoeding.

## Academische ziekenhuizen
De Universiteit van Mansoera heeft de volgende academische ziekenhuizen:
- Centrum voor Urologie en Nefrologie
- Centrum voor Gastro-enterologie
- Academisch Ziekenhuis van El Mansoera
- Eerste Hulpziekenhuis
- Specialisatieziekenhuis
- Academisch Kinderziekenhuis van El Mansoera
- Centrum voor Oncologie
- Centrum voor Oftalmologie